# 1865 en mathématiques
Cet article présente les faits marquants de l'année 1865 en mathématiques.

## Naissances

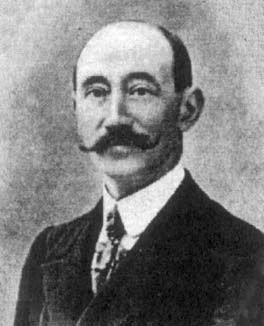
Ernest Vessiot

- 5 janvier : Julio Garavito Armero (mort en 1920), astronome et mathématicien colombien.
- 1er mars : Vladimir Varićak (mort en 1942), mathématicien et physicien théorique croate.
- 8 mars : Ernest Vessiot (mort en 1952), mathématicien français.
- 18 mars : Eugène Cahen (mort en 1941), mathématicien français.
- 19 mai : Flora Philip (morte en 1943), mathématicienne écossaise.
- 15 juillet : Wilhelm Wirtinger (mort en 1945), mathématicien autrichien.
- 14 août : Guido Castelnuovo (mort en 1952), mathématicien et statisticien italien.
- 6 octobre : Willem Abraham Wythoff (mort en 1939), mathématicien néerlandais.
- 14 novembre : Giuseppe Bagnera (mort en 1927), mathématicien italien.
- 8 décembre : Jacques Hadamard (mort en 1963), mathématicien français.
- 15 décembre : Edmond Maillet (mort en 1938), mathématicien français.

## Décès
- 24 janvier : Samuel Hunter Christie (né en 1784), scientifique et mathématicien britannique.
- 21 juin : John William Lubbock (né en 1803), banquier, mathématicien et astronome britannique.
- 14 juillet : Benjamin Gompertz (né en 1779), mathématicien britannique.
- 2 septembre : William Rowan Hamilton (né en 1805), mathématicien, physicien et astronome irlandais.